# لاپتون (آلاباما)
لاپتون (به انگلیسی: Lupton) یک منطقهٔ مسکونی در ایالات متحده آمریکا است که در شهرستان واکر، آلاباما واقع شده‌است. لاپتون ۱۶۷٫۰۳ متر بالاتر از سطح دریا قرار دارد.